# Велд
Велд (от нидерл. veld — «поле») — обширные засушливые плато в Южной Африке, главным образом в ЮАР, расположенные в междуречье рек Лимпопо и Вааль и в верхнем течении реки Оранжевая. Образуют серию ступеней, повышающихся к Драконовым горам и понижающихся к впадине Калахари и долине Лимпопо.
Различают Низкий Велд, Средний Велд, Высокий Велд, а также Бушвелд.

## Описание

### Общая характеристика
Климат плато континентальный субтропический. Количество осадков составляет 600—800 мм в год. Среднегодовые температуры положительные (12—23 °C). Выше 1800 м иногда выпадает снег.
В растительности преобладают ксерофитные колючие кустарники (бушвелд). По долинам рек произрастают субтропические хвойные леса из подокарпа и других хвойных. Часть территории распахана под посевы маиса, озимой пшеницы, хлопчатника, табака. Имеются фруктовые сады и пастбища. Богатый животный мир (различные виды антилоп, зебры, львы, леопарды) сохраняется в резерватах.
На плато разрабатываются месторождения золота, урановых руд, каменного угля, алмазов, а также платины, железных, титановых и ванадиевых руд, хромитов.

### Низкий Велд
Низкий Велд (африк. Laeveld, Лаэфелд; англ. Low Veld) расположен в правобережье реки Лимпопо. Он представляет собой древний пенеплен (слабохолмистую равнину) докембрийского кристаллического фундамента. Расчленён широкими долинами. Высота составляет от 300 до 600 м. Покрыт саванной с баобабом и деревом мопане.

### Средний Велд
Между Ваалем и верховьями Улифантса расположен Средний Велд (африк. Middelveld, Мидделфелд; англ. Middle Veld). Он сложен почти горизонтально залегающими песчаниками, сланцами и другими осадочными породами. Высота его составляет 800—1300 м. Над средним велдом возвышаются изолированные вершины — копьес. Средний велд покрыт на западе ксерофитными кустарниками, на востоке — злаками. В районе Кимберли ведётся добыча алмазов.

### Высокий Велд
Высокий Велд (африк. Hoëveld, Хуэфелд; англ. High Veld) лежит между реками Оранжевая и Вааль. Он имеет сходное со средним велдом геологическое строение. Высота этой части плато понижается с высоты 2000 м на северо-востоке до 1200 м на юго-западе. В интервале высот 1200—2000 м поверхность покрыта сплошным злаковым покровом высотой до 1 м. В хребте Витватерсранд в северной части высокого велда расположены важнейшие в ЮАР месторождения золота и урана.

### Бушвелд
К северу от столицы ЮАР, города Претория, Низкий Велд переходит в Бу́швелд (африк. Bosveld, Босфелд; англ. Bush Veld). Высота его не превышает 900 м. Бушвелд сложен магматическими породами и покрыт зарослями колючих кустарников (виды акаций).